# Thrips acaciae
Thrips acaciae (лат.) — вид трипсов рода Thrips из семейства Thripidae (Thysanoptera).

## Распространение
Встречается в Афротропике, в том числе, в таких странах как Судан, Кения, Танзания, Зулуленд, Намибия и Камерун.

## Описание
Мелкие насекомые (длина около 1—2 мм) с четырьмя бахромчатыми крыльями. От близких видов отличаются следующими признаками: тело и ноги коричневые, лапки и передние голени жёлтые; усиковые сегменты I—II коричневые, III преимущественно жёлтые, IV—V жёлтые в основании; переднее крыло заштриховано небольшим белым овалом у основания. Антенны 7-сегментные. Оцеллярные волоски III, выходящие за пределы треугольника, короче расстояния между задними глазками. Переднеспинка с многочисленными поперечными скульптурными линиями, расположенными не вплотную друг к другу, около 40 дискальных волосков; заднеугловые волоски около 0,3 длины пронотума; с 4 или 5 парами заднемаргинальных волосков. Мезонотальные антеромедианные кампаниформные сенсиллы присутствуют. Метанотум медиально с продольным рядом крупных слабо удлинённых сетчатых волосков, срединные волоски вблизи переднего края, но не на нём, кампаниформные сенсиллы присутствуют или отсутствуют. Первая жилка переднего крыла с 2—4 волосками на дистальной половине; клавус с 5—8 маргинальными волосками и 1 дискальным волоском. Тергиты брюшка со скульптурными линиями, доходящими до волосков S1; задний край VIII со слабым, но полным гребнем; плевротергиты без дискальных волосков, но со слабозубчатыми или тонкими микротрихиями на широко расположенных линиях сетчатости; стерниты III—VII с более чем 24 короткими дискальными волосками в два неправильных ряда.